# Adaina
Adaina is een geslacht van vlinders van de familie vedermotten (Pterophoridae).

## Soorten
- A. ambrosiae Murtfeldt, 1880
- A. beckeri Gielis, 1992
- A. bernardi Gielis, 1992
- A. bipunctata Möschler, 1890
- A. buscki Barnes & Lindsey, 1921
- A. costarica Gielis, 1992
- A. everdinae Gielis, 1991
- A. excreta Meyrick, 1930
- A. fuscahodias Gielis, 1992
- A. gentilis Meyrick, 1911
- A. hodias Meyrick, 1907
- A. invida Meyrick, 1907
- A. kihonda Gielis, 2011
- A. microdactyla - Dwergvedermot (Hübner, 1813)
- A. naiadopa Meyrick, 1931
- A. parainvida Gielis, 1992
- A. periarga Meyrick, 1913
- A. planaltina Gielis, 1992
- A. praeusta Möschler, 1890
- A. primulacea Meyrick, 1929
- A. propria Meyrick, 1921
- A. subflavescens Meyrick, 1930
- A. thomae Zeller, 1877
- A. zephyria Barnes & Lindsey, 1921